# 丹澤晃之
丹澤晃之（日语：／ Tanzawa Teruyuki，2月23日—），日本男性配音員。出身於埼玉縣。I'm Enterprise所屬。

## 演出作品
※粗體字表示說明飾演的主要角色。

### 電視動畫
2005年
- Keroro軍曹（親衛隊員、男孩子）

2007年
- PRISM ARK（三賢者、薩布爾姆兵、將軍B、學生B）
- 魯邦三世：霧之謎（日语：ルパン三世 霧のエリューシヴ）

2008年
- CLANNAD ～AFTER STORY～（敵方球隊選手）
- CRYSTAL BLAZE（日语：クリスタル ブレイズ）（刑事、隊員）
- Keroro軍曹（操作員）
- 地獄少女 三鼎（湯川猛的父親）
- 新·安琪莉可 Abyss -Second Age-（上官）
- 光速大冒險PIPOPA（平目富雄、格魯曼、武道家、雪谷月彥、八百屋、語文網絡精靈、清潔員）
- BUS GAMER
- 向陽素描×365（マダムッシュ）
- 北斗神拳拉歐外傳 天之霸王（日语：天の覇王 北斗の拳ラオウ外伝）（傳令、鐵帝兵、將軍、野盗、聖帝兵）
- 小雙俠 (2008年版)（客人、觀光客、粉絲、巴士上男乘客）

2009年
- 11eyes（古拉）
- EXAMURAI戰國（日语：エグザムライ戦国）（大男）
- 鋼殼都市雷吉歐斯（廣播）
- GA 藝術科美術設計班（森田老師）
- 地獄少女 三鼎（工廠長、文男的父親）
- 秀逗魔導士EVOLUTION-R（塔佛拉西亞國民A）
- 浪漫追星社（八日市）
- 遊魂 -Kiss on my Deity-（河合玄造）
- 奇奇的異想世界 あたらしいおうち（貓）
- 東之伊甸（AKX20000）
- 魔力充電娘（重考生的哥哥、男、B）
- 天堂餐館（友人）

2010年
- 野狼大神與七位夥伴（豚田高）
- 我的妹妹哪有這麼可愛！（男學生、攝影師）
- COBRA THE ANIMATION（穆罕默德）
- 信蜂 REVERSE（村人E）
- 傳說的勇者的傳說（士兵）
- HEROMAN（警官）
- BLEACH（刀獸）
- 四疊半神話大系（學長）

2011年
- 亞斯塔蘿黛的後宮玩具（男）
- SD鋼彈三國傳 Brave Battle Warriors（袁紹兵、曹操兵）
- 銀魂'（米田善吉郎）
- SKET DANCE（混混B）
- TIGER & BUNNY（強盗犯C）
- 信蜂 REVERSE（男B、男、町人E）
- 花開物語（旅館客）
- BLEACH（居民）
- 惡魔奶爸（男鹿家的父親〈男鹿羊次郎〉、真田兄〈龍一〉、MK5〈武宇〉、側近、野貓A、假裝來購買部採買的人、不良A、手下C、斜落、喲噗嚕星人、鬼塚運昇 等）

2012年
- 足球騎士（高瀨道朗）
- Battle Spirits 霸王（黑服B）
- 惡魔奶爸（部下A、蛇怪）
- 魔奇少年（哈桑、貧民C）

2013年
- 境界的彼方（廣播、妖夢）
- 蠟筆小新（青年）
- 魔奇少年（煌兵士、從者C）
- 蘿球社！SS（三澤風雅）

2014年
- 靈裝戰士（市長）
- 金田一少年之事件簿R（毒島陸）
- 刀劍神域II（諾姆）
- 天雷爭霸：復仇者聯盟（世界安全保障委員C）
- 獻給某飛行員的戀歌（沃夫岡·鮑曼[1]、副官、民衆、防空指揮官）
- 東京喰種（吉田和雄、護理人員、CCG幹部）
- 魔法科高中的劣等生（山中幸典[2]）

2015年
- 哆啦A夢（大叔）
- 絕命制裁X（煤原伴春）
- 魔物娘的同居日常（奧克族〈領袖〉）
- 青年黑傑克（領導人）
- Lance N' Masques（師父）

2016年
- 藍海少女！（小桃老師）
- 暗殺教室（隊長）
- 丸少爺（町人、情侶男性）
- 機動戰士鋼彈UC RE:0096（NEO吉翁兵）
- 哆啦A夢（武藏坊弁慶、監督、大熊）
- 漂流武士（歐爾特兵）
- 排球少年!! 烏野高校VS白鳥澤學園高校（大平獅音[3]）
- Battle Spirits Double Drive（守衛）
- 春&夏推理事件簿 ～春太與千夏的青春～（堺老師）
- 不愉快的妖怪庵（導師、五一田）

2017年
- 時鐘機關之星（漢涅斯）
- 哆啦A夢（侍）
- 犬屋敷（教師））
- 血界戰線 & BEYOND（努兹鲁巴）

2018年
- 刃牙 (第2作)（警官、刑警）

2019年
- 路人超能100 II（淨堂麒麟[4]）

2020年
- 排球少年！！TO THE TOP（大平獅音）
- 我的英雄學院 第4期（警察廳長官）
- 織田肉桂信長（柴田勝家）
- 蠟筆小新（動感超人C）
- 大貴族（M-24）

2021年
- 妖怪學園Y ～第N類接觸～（豪万蛇スグル）
- 工作細胞BLACK（殺手T細胞）
- 哥吉拉 奇異點（學者、識者、船長、官房長官、指揮所有線）
- 開掛藥師的異世界悠閒生活～到異世界開藥房去～（小丑〈費南多〉）
- IDOLiSH7 Third BEAT!（節目導演、製作局長）
- 鬼滅之刃 遊郭篇

2022年
- 蠟筆小新（奧雷加）
- 機動戰士鋼彈 水星的魔女（前線管理局的飛行員）
- 路人超能100 III（淨堂麒麟）
- IDOLiSH7 Third BEAT!（廣播節目導演）
- BLEACH 千年血戰篇（數比呂）

2023年
- 名偵探柯南（筑波峻一）

2024年
- 蠟筆小新（怪人）
- 名偵探柯南（根岸祐次）
- 極速星舞（高瀨川芳樹）
- 美妙寵物 光之美少女（狼）
- Re:從零開始的異世界生活 3rd season（加斯頓）

2025年
- 王者天下6（關常[5]）

### OVA
2009年
- 電波的彼女 ～幸福的遊戲～（大學生B）

2010年
- 惡魔奶爸 ～撿到大魔王的嬰兒!?～（真田兄〈龍一〉、男鹿家的父親〈男鹿羊次郎〉）[注 1]

2011年
- 機動戰士鋼彈UC（NEO吉翁兵）

2015年
- 絕命制裁X（煤原伴春）[注 2]

### 電影動畫
2011年
- 永恆的永遠（Cyborg Beta〈哈瑞〉、奧爾德1）

2012年
- 009 RE:CYBORG（005：索羅門·索尼亞[6]）
- 劇場版 TIGER & BUNNY -The Beginning-（強盗犯C）

2017年
- GO-CHAN。 ～莫可與珍獸森林的夥伴們～（日语：ゴーちゃん。#劇場アニメ）（醫師）

### 網路動畫
2013年
- SHOW BY ROCK!!（洛姆[7]）

2016年
- Noblesse: Awakening（M-24）
- 殘念中高年的健康見榮講座（日语：気まぐれコンセプト）（細川[8]）

### 遊戲
2005年
- 少女義經傳·貮～跨越時空的因緣～（日语：少女義経伝・弐 〜刻を超える契り〜）（土佐坊昌俊）

2006年
- ARIA The NATURAL ～遙遠記憶之幻象～（貓妖精〈坷多斯〉）
- 龍刻 RYU-KOKU（久遠政輝、久遠政樹）

2007年
- 魂之搖籃 侵蝕世界者（梅地安、索因戴古、基修他爾）
- 聖火降魔錄 曉之女神（史克里米爾、地邦）

2008年
- 妖之宮（夜光）
- L的季節2 invisible memories（堤齋）
- PRISM ARK -AWAKE-（3賢者）
- 魔界戰記3（日语：魔界戦記ディスガイア3）

2009年
- 怪的可愛！（日语：キモかわE!）（葛雷姆）
- 最終幻想水晶編年史 時之回聲（巴臣）
- Lucian Bee's RESURRECTION SUPERNOVA（日语：Lucian Bee's RESURRECTION SUPERNOVA）（大師L）

2010年
- 粉紅鐘聲Continue（聶伊·加什因）
- VANQUISH（日语：VANQUISH）（羅伯·邦茲）
- 秋之回憶：打勾勾的記憶（南雲孝明）

2011年
- AKIBA'S TRIP（小剛）
- 戰律雲端（日语：戦律のストラタス）
- 夢幻終章（傑法）

2012年
- AKIBA'S TRIP PLUS（小剛[9]）

2013年
- 阿卡迪亞斯的戰姬（日语：アルカディアスの戦姫）（尤卡[10]）
- XBLAZE CODE:EMBRYO（日语：XBLAZE CODE:EMBRYO）（阿貝吉[11]）
- 魔奇少年 最初的迷宮（哈桑[12]）

2016年
- 逆轉奧賽羅尼亞（桑夫奇耶爾）
- 武士崛起（チョウコウ）

2017年
- 聖火降魔錄 英雄雲集（霍克艾伊、羅羅）
- 問答RPG 魔法使與黑貓維茲（奧爾德·旺）

2019年
- 白金列車（日语：プラチナ・トレイン）（黑鐵潮）

### 廣播劇CD
- SH@PPLE（豆坂）
- 鐵道娘（日语：鉄道むすめ） ～鐵道制服精選～ 廣播劇CD 第1卷（乘客）
- 超S未婚妻（日语：どみなのド!）（黑服A）
- 向陽素描×365 廣播劇CD
- 呆之一族（日语：ポーの一族）（托尼）
- 替身伯爵（日语：身代わり伯爵シリーズ）系列（白百合騎士團）
  - 替身伯爵的冒險
  - 替身伯爵的結婚

### 外語配音
※作品依英文名稱及英文原名排序。

#### 電影
- 蜜月變奏曲（英语：A Perfect Getaway）
- 驚悚狂飆（英语：Banshee (film)）
- 噬血神差（英语：Blood & Chocolate (film)）
- 百萬殺人實驗（英语：The Box (2009 film)）
- 大家都愛查理（英语：Charlie Bartlett）
- 鉻合金天使（日语：サイボーグ・シティ）（Chrome Angels（Gator）
- 納尼亞傳奇：賈思潘王子
- 納尼亞傳奇：黎明行者號
- The Deadliest Lesson
- 盜貼人生（英语：The Double (2011 film)）（Johann Bozlovski〈Tamer Hassan 飾演〉）
- 亡命客機（德语：Faktor 8 – Der Tag ist gekommen）
- 玩命關頭6
- 風暴大火（英语：Firestorm (1998 film)）
- 墓地邂逅2（英语：Grave Encounters）
- 時空英豪5（英语：Highlander: The Source）
- 狗狗旅館（英语：Hotel for Dogs (film)）
- 打不倒的勇者
- 刺客公敵（英语：Killers (2010 film)）
- La Milagrosa
- 食人魚 (2010年電影)（英语：Mega Piranha）
- 唯舞獨尊（英语：Make It Happen (film)）（Wayne）
- 劍雨
- 3D驚天洞地
- 向達倫大冒險
- 一百萬零一夜（Bardi〈Arfi Lamba 飾演〉）
- 靈魂歌手（Isaac Hayes）
- 不再沉默（日语：スピーク (映画)）（Jackson）
- 史達林格勒 (2013年電影)（Gromov〈Pyotr Fyodorov 主演〉）
- 時空終點站（日语：フライト・デスティネーション）
- 妖夜尋狼前傳之狼神誕生
- 狙擊陌生人
- 刺客聯盟
- 鬼哭狼嚎

#### 電視影集
- 壞男人
- 特務黑名單（Barry Burkowski〈Paul Tei 飾演〉、Sugar〈Arturo Fernandez 飾演〉）
- 聖女魔咒 (第7季)（Wyatt Halliwell）
- 鐵證懸案
  - 第4季：第20集。
  - 第6季：第6集。
  - 第7季／The Final：第9集。
- 犯罪心理
  - 第4季：第8集。
  - 第5季：第2、15集。
- 急診室的春天 (第14、15季)（Reedy）
- 異種傳薪
- 戰地神探（英语：Foyle's War）－第7、8集。
- 武神（金俊〈金柱赫 主演〉）
- 格林 (第3季)－第7集。
- 檀島警騎2.0 (第6季)
- 倚天屠龍記（說府得、空智、王八哀 等）
- 反恐危機－第6集。
- 龜巖許浚（許浚〈金柱赫 主演〉）
- 大騙局 (第4季)
- 霹靂遊俠（Mike Traceur／Michael Knight〈第2代／Justin Bruening 主演〉）
- 馬可·波羅 (2014年電視影集)（Niccolò Polo〈Pierfrancesco Favino 飾演〉）、（第1季：Sanga）－第1集。
- 瑪莉外宿中
- 神探阿蒙
  - 第6季：第13集。
  - 第7季：第9集。
- Mortified（英语：Mortified）－第16集。
- 我的公主
- 重返犯罪現場
- 護士當家 (第5季)－第9集。
- 公眾與O·J·辛普森的對決：美國犯罪故事（Christopher Darden〈Sterling K. Brown 飾演〉）
- 善德女王（文努）
- 慾海醫心
- 超自然檔案 (第8季)－第5集。
- 醜女貝蒂 (第4季)
- 卧底大老闆 (第3季)－第8集。
- 失蹤現場
- 李祘

#### 動畫
- 探險活寶
- 小企鵝波露露（Tong-tong）

### 真人電影
- 銀魂（2017年7月14日，天人的聲音）

## 腳註

## 外部連結
- I'm Enterprise公式官網的聲優簡介 （日語）